# Аятола

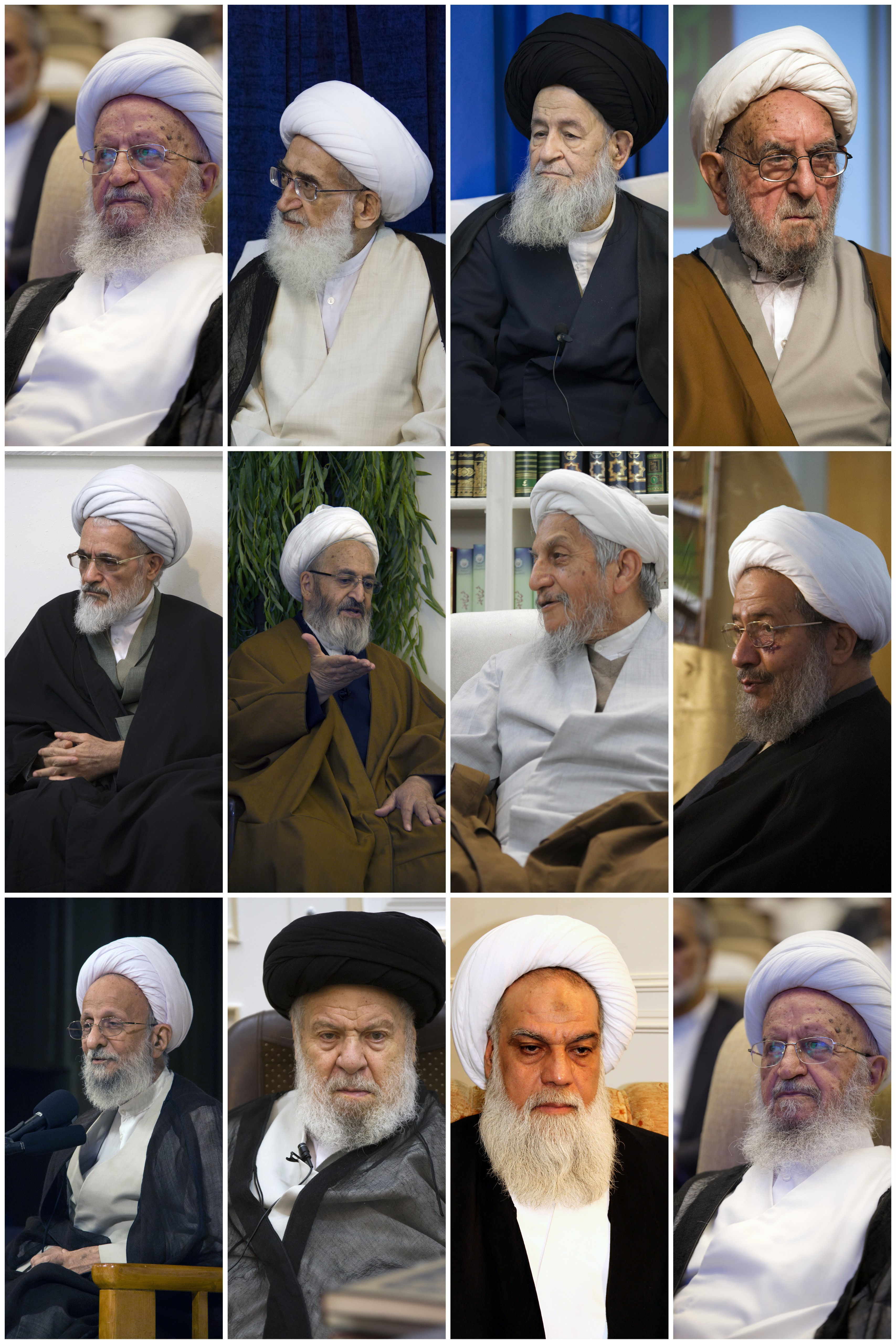

Аятола́ (араб. آية الله — «знамення Аллаха») — почесний титул, який надають мусульманам-шиїтам за рішенням народу, найвищий титул шиїтського муджтахіду.

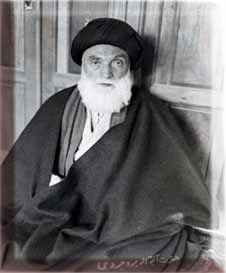
Хусейн Буруджірді — один з перших Великих аятол.

Аятола в ісламі незаперечний серед шиїтських лідерів, а його поведінка оточена ореолом святості. Фетви аятол обов'язкові для шиїтської громади й обговоренню не підлягають.
Титул аятоли носять декілька десятків людей — переважно в Ірані та Іраку.
Серед носіїв титулу Великого аятоли: Алі аль-Сістані (Ірак), Рухолла Мусаві Хомейні (Іран), Хосейн-Алі Монтазері (Іран), Хуссейн Фадлалла 
(Ліван) та інші.